# زمان انتقام
زمان انتقام (انگلیسی: Time for Revenge) یک فیلم جنایی و درام به نویسندگی و کارگردانی آدولفو آریستارائین محصول سال ۱۹۸۱ سینمای آرژانتین که برندهٔ ۱۰ جایزه شد که از آن‌ها می‌توان به جایزه بهترین فیلم در جشنواره بین‌المللی فیلم مونترآل اشاره کرد.